# Corpus hipocràtic
El corpus hipocràtic (en llatí, corpus hippocraticum) és una col·lecció d'unes setanta obres mèdiques primitives de l'antiga Grècia, escrites en grec jònic. No s'ha aclarit definitivament si l'autor del corpus fou el mateix Hipòcrates de Cos, però és probable que els volums fossin creats pels seus estudiants i deixebles. A causa de la varietat de temes, estils d'escriptura i data aparent de creació, els estudiosos creuen que el corpus hipocràtic no podria haver estat escrit per una sola persona (Ermerins senyala dinou autors diferents). A l'antiguitat, el Corpus era atribuït a Hipòcrates, i els seus ensenyaments seguien generalment els principis del metge grec, de manera que el Corpus acabà duient el seu nom. En realitat, podria ser les restes d'una biblioteca de Cos o una col·lecció compilada al segle iii aC a Alexandria.
El corpus hipocràtic conté llibres de text, lliçons, recerca, notes i assajos filosòfics sobre diversos temes mèdics, en cap ordre concret. Aquestes obres foren escrites per públics diferents, tant especialistes com no experts, i a vegades estaven escrites des de punts de vista oposats; es poden veure contradiccions importants entre diferents obres del Corpus. Entre els tractats del Corpus destaquen El jurament hipocràtic, El llibre dels pronòstics, Sobre el règim en les malalties agudes, Aforismes, Sobre els aires, les aigües i els llocs, Instruments de reducció, Sobre la malaltia sagrada, etc.